# Tetramorium nitidissimum
Tetramorium nitidissimum (лат.), или Муравей холмогорный — вид мелких по размеру муравьёв рода Tetramorium из подсемейства Myrmicinae (Formicidae). Редкий вид, включённый в Красную книгу Туркменистана.

## Распространение
Афганистан, Туркменистан, Узбекистан.

## Описание
Мелкие буровато-жёлтые муравьи (около 4 мм). Усики рабочих и самок 12-и члениковые (у самцов из 13 сегментов), булава 3-х члениковая. Скапус усика достигает затылочного края головы. Проподеальные шипики на заднегруди не развиты, есть только округлые бугорки. Впервые описан в 1967 году в качестве подвида Tetramorium punicum subsp. nitidissimum  Pisarski, 1967. Отдельный видовой статус получил в 1992 году.